# وقتی جوان بودیم (ترانه ادل)
«وقتی جوان بودیم» (به انگلیسی: When We Were Young) تک‌آهنگی از هنرمند اهل بریتانیا ادل است که در سال ۲۰۱۶ میلادی منتشر شد. این تک‌آهنگ در آلبوم ۲۵ قرار داشت. این ترانه دومین تک‌آهنگ از سومین آلبوم استودیی ادل است که منتشر می‌شود. اولین ترانه سلام نام داشت و به موفقیت فراوانی رسید.
این تک‌آهنگ در چارت‌های کانادا، اسکاتلند، سوئیس، فلاندرز و بریتانیا جزو ده ترانه اول قرار گرفت.همچنین درآمریکا رتبه 14 را به دست آورد و گواهی پلاتینیوم را دریافت کرد